# Приватний секретар короля
Приватний секретар короля (також секретар приватний королівський; пол. prywatny sekretarz króla, лат. secretarius privatus Maiestatis Regiae) — приведений до присяги урядник дворський Речі Посполитої.

## Історія та обов'язки
Приватний секретар короля обирався з-поміж кількох секретарів королівських, був формально пов'язаний із Коронною канцелярією.
Він відповідав за приватну та таємну королівську кореспонденцію, відігравав істотну роль у королівській дипломатії. Приватний секретар отримував винагороду за свою працю з особистої скарбниці короля.
Іноді титул секретаря королівського надавався відомим і заслуженим науковцям та митцям, таким, як, наприклад, Ян Кохановський — поет і драматург, або Ян Піотровський — мемуарист і епістолограф.